# Privat-docent

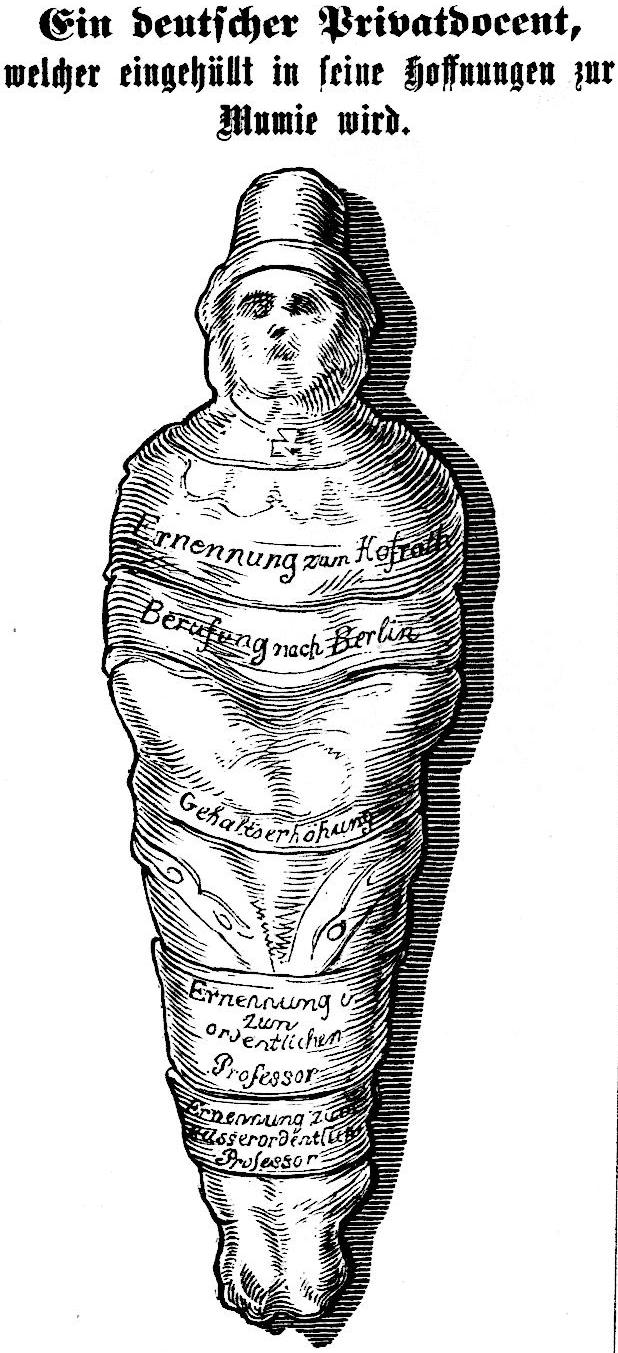
Caricature, Fliegende Blätter (1848) : "Un privat-docent allemand, qui, enveloppé dans ses espoirs, devient une momie". Sur la momie, on peut lire : "Nomination au poste de Hofrat ; nomination à Berlin ; augmentation de salaire ; nomination au poste de professeur ordinaire ; nomination au poste de professeur extraordinaire".

Un privat-docent (Privatdozent ou Privat docent en allemand avant la réforme orthographique de décembre 1902) est depuis le XIXe siècle un titre universitaire de tradition allemande en Europe.   
Il désigne des enseignants détenteurs d'une habilitation universitaire, mais qui n'ont pas (encore) reçu une chaire d'enseignement ou de recherche. Pour cette raison, le privat-docent ne recevait aucune rémunération de la part du gouvernement. Cependant, c'était un passage obligé pour obtenir une chaire, malgré la précarité.  

## Description
Si le titre de Privatdozent fut institué en Prusse vers 1810, il ne deviendra courant qu'à partir de 1860. Ce titre académique existe en Allemagne, Autriche, Suisse.
Le Privatdozent est autorisé à donner, outre les cours particuliers, des conférences à l'université, par le privilège de venia legendi (« permission de donner un cours »). En Suisse, le droit de venia legendi est accordé pour une durée de trois ans, reconductible.
Dans d'autres pays, on utilise le terme docent/dosent/dozent/доцент en Bosnie-Herzégovine, en Bulgarie, en Croatie, au Danemark, en Estonie, en Finlande, en Hongrie, en Lituanie, en Macédoine du Nord, en Norvège, en Pologne, en République tchèque, en Roumanie, en Russie, en Serbie, en Slovaquie, en Slovénie, en Suède, en Turquie, en Ukraine, etc.